# Johanna (film)
Pour plus de détails, voir Fiche technique et Distribution.
Johanna est un film musical hongrois réalisé par Kornél Mundruczó, sorti en 2005. 
Le film a été présenté dans la section Un certain regard au Festival de Cannes 2005.

## Liminaire
Le film est une interprétation filmique et musicale de la passion de Jeanne d'Arc.
C'est un film lyrique, dont les personnages s'exprimant uniquement en chantant. Les deux personnages principaux sont doublés par des chanteurs.

## Synopsis
Johanna, une jeune toxicomane, tombe dans un profond coma après un accident. Les médecins réussissent à la sauver par miracle. Touchée par la grâce, Johanna guérit les patients en offrant son corps. Le médecin-chef est frustré par le refus continuel de Johanna de s'offrir à lui et s'allie contre elle avec les autorités de l'hôpital, mais les patients reconnaissants unissent leurs forces pour la protéger.

## Fiche technique
- Titre : Johanna
- Réalisation : Kornél Mundruczó
- Scénario : Yvette Biro, Kornél Mundruczó et Viktória Petrányi
- Musique : Zsófia Tallér
- Photographie : Mátyás Erdély et András Nagy
- Montage : Vanda Arányi
- Production : Viktória Petrányi et Béla Tarr
- Société de production : Mokép Rt., Proton Cinema, TT Filmmûhely et Thermidor Filmproduktion
- Pays :  Hongrie
- Genre : Drame et film musical
- Durée : 86 minutes
- Dates de sortie : 
  - Hongrie : 10 novembre 2005

## Distribution
- Orsolya Tóth : Johanna (créditée sous le nom d'Orsi Tóth)
- Eszter Wierdl : la voix de Johanna
- Zsolt Trill : le jeune docteur
- Tamás Kóbor : la voix du jeune docteur
- Dénes Gulyás : le professeur
- József Hormai : le premier docteur
- Sándor Kecskés : le second docteur
- Viktória Mester : la première infirmière
- Hermina Fátyol : la deuxième infirmière
- Andrea Meláth : la troisième infirmière
- Kálmán Somody : l'homme qui nettoye
- János Klézli : le pompier
- Géza Gábor : un patient
- Kolos Kováts : un patient
- Sándor Egri : un patient
- István Gantner : le patient malade du foie

## Prix et récompenses
- Âge d'or 2005